# Jacob Jan Boerma
Jacob Jan Boerma (Höchst, april 1972) is een Nederlandse chef-kok en horecaondernemer. Hij was mede-eigenaar van het in 2019 gesloten driesterrenrestaurant De Leest.

## Jonge jaren

### Jeugd
Hij was al op jonge leeftijd met toprestaurants bezig en realiseerde zich toen al dat hij later sterrenchef wilde worden. Samen met zijn ouders bezocht hij in zijn jeugd regelmatig Michelinsterrenrestaurants in Frankrijk.

### De Nederlanden
Boerma werkte bij verschillende sterrenzaken, waaronder De Bokkedoorns, De Duinrand, Kaatje bij de Sluis en 't Laurierblad. Tussen 1998 tot 2002 stond hij bij chef-kok Jan de Wit in de keuken van De Nederlanden in Vreeland, deze eetgelegenheid had op dat moment twee Michelinsterren.

## De Leest

### Beginjaren
Toen Boerma voor zichzelf wilde starten zocht hij naar een regio zonder sterrenzaken, om daar vervolgens een Michelinster te kunnen koken. In het Gelderse Vaassen stond een oud dorpsrestaurant te koop. Het pand is gebouwd in 1934 en was voor het een horecabestemming kreeg onder andere een schoenmakerij.
Het restaurant was internationaal bekend door zijn biologische ingrediënten. Boerma streefde naar in zijn ogen fraai opgemaakte gerechten volgens de Franse keukentraditie die bereid zijn met lokale biologisch geteelde ingrediënten. Er werd gewerkt met regionale producten.

### Michelinsterren
Enkele maanden na de opening van De Leest in 2003 ontving Boerma een eerste Michelinster. Drie jaar later volgde de tweede ster. Boerma werd door GaultMillau in 2009 verkozen tot Chef van het Jaar. Tijdens de bekendmaking van de gids van 2014 werd bekendgemaakt dat De Leest een derde ster zou krijgen. Boerma was op dat moment de vierde chef-kok in de Nederlandse geschiedenis met drie Michelinsterren. De volgende chefs gingen hem, in chronologische volgorde, voor: Cees Helder (Parkheuvel), Jonnie Boer (De Librije) en Sergio Herman (Oud Sluis).

### Sluiting
Op 7 oktober 2019 maakte chef-kok Jacob Jan Boerma bekend nog voor het eind van 2019 de deuren van De Leest na 17,5 jaar te sluiten. De reden die hij daarvoor gaf is dat hij meer tijd wilde om zich ook op andere projecten te kunnen richten.

## Vervolg loopbaan

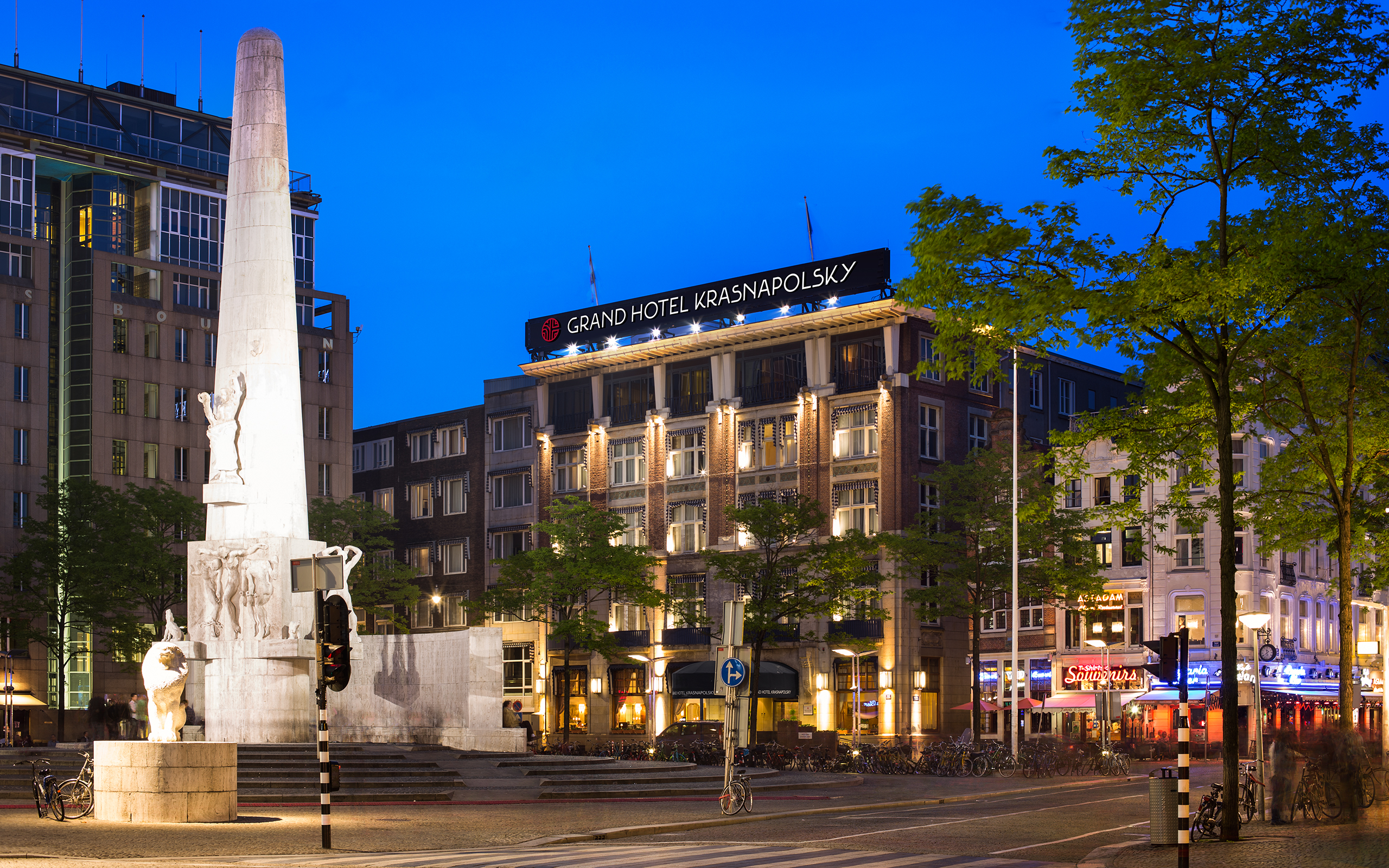
In Grand Hotel Krasnapolsky is restaurant The White Room gelegen.

### The White Room
In 2016 opende Boerma een tweede restaurant: The White Room, in Grand Hotel Krasnapolsky in Amsterdam. Een voormalige chef van De Leest tekende voor de dagelijkse culinaire leiding van The White Room: Arturo Dalhuisen, hij behaalde in 2017 een Michelinster. Het restaurant is in 2024 onderscheiden met 15 van de 20 punten in de GaultMillau-gids. De huidige chef van het restaurant is Tristan de Boer

### Andere zaken
Naast de nieuwe horecagelegenheid die Boerma opende in de hoofdstad, heeft hij zich ook als culinair adviseur verbonden aan een restaurant. In september 2017 opende Voltaire in de Utrechtse plaats Leersum, gevestigd in Kasteel Broekhuizen. In 2018 is Voltaire onderscheiden met een Michelinster. De dagelijkse leiding van Voltaire ligt in handen van twee koks die jaren samen hebben gewerkt met Boerma: Thomas Diepersloot en Robert Poel.
Boerma wilde zich graag verbreden door ook een laagdrempeliger foodconcept aan te bieden. In maart 2020 opende Boerma daarom het pizzarestaurant No Rules in de Amsterdamse wijk De Pijp.

### Bestseller 60
| Boeken met noteringen in de Nederlandse Bestseller 60 | Jaar van verschijnen | Datum van binnenkomst | Hoogste positie | Aantal weken | Opmerkingen                       |
| ----------------------------------------------------- | -------------------- | --------------------- | --------------- | ------------ | --------------------------------- |
| Down to earth                                         | 2013                 | 30-10-2013            | 60              | 1            | in samenwerking met Sacha de Boer |
| Back to basics                                        | 2014                 | 15-10-2014            | 59              | 1            | in samenwerking met Sacha de Boer |

## Trivia
- Boerma behoort tot de top tien rijkste chef-koks van Nederland.[14]
- In samenwerking met Sacha de Boer geeft Boerma kookboeken uit.